# Цой, Вячеслав Динович
Вячеслав Динович Цой (11 января 1948, Ташкентская область — 28 июля 1995, Санкт-Петербург) — хирург, киноактёр, мастер спорта по восточным единоборствам (дзюдо).
Основатель Международной Академии боевых искусств. Кандидат медицинских наук. Жена — певица Алёна Иванцова.

## Биография
Родился в Ташкентской области Узбекской ССР 11 января 1948 года.
В 1965 году переехал в Ленинград, где окончил 1-й медицинский институт. Работал хирургом в городской больнице, в Институте гриппа. В частном порядке практиковал методы восточной медицины, в том числе акупунктуру.
Чемпион СССР по карате. 3-кратный чемпион Ленинграда по карате. Преподавал тхэквондо, с 1990 года развивал в стране хапкидо. Имел 6-й дан по хапкидо, 5-й дан по тхэквондо, 4-й дан по карате. Был президентом Федерации хапкидо России, Центра восточных видов единоборств и медицины и корейского культурного центра в Санкт-Петербурге.
Снимался в кино.
Основал Академию Боевых Искусств на базе 141 школы Красногвардейского района (ныне ГБОУ СОШ № 141)
28 июля 1995 года в Санкт-Петербурге был убит семью выстрелами в упор. Похоронен на Богословском кладбище в Санкт-Петербурге.

## Память
- Его имя носит Центр корейских боевых искусств в Санкт-Петербурге[3].

## Фильмография
- 1988 — Узник замка Иф — Ли
- 1988 — Операция «Вундерланд» (фильм) — Мидзуки
- 1989 — Оно — Маныл Самылович Урус-Кугуш-Кильдибаев
- 1989 — Музыкальные игры — Вячеслав Цой
- 1989 — Искусство жить в Одессе — Китаец
- 1993 — Аляска Кид — Джим

На плакате к фильму «Оно», где в действительности сыграл Вячеслав Цой, ошибочно упомянут в числе актёров Виктор Цой.